# Ravnica, Nova Gorica
Ravnica je naselje v Mestni občini Nova Gorica.